# Dehidroheksahidroksidifenilna kiselina
Dehidroheksahidroksidifenolna kiselina je grupa prisutna u dehidroelagitaninima. Ona se formira iz heksahidroksidifenilne kiseline (HHDP) putem oksidacije biljnih hidrolizabilnih tanina. Ona je prisutana u elagitaninima kao što su euforbin A, geranin ili malotusinska kiselina.
U geraninu, ona formira ravnotežnu smešu šestoatomskih hemiketala i petoatomskih hemiketala.